# Tubo de Craig
Um tubo de Craig é um aparelho usado em química preparativa e analítica para recristalização em microescala (até cerca de 100 mg). Foi inventado por Lyman C. Craig e Otto W. Post.
Um tubo de Craig é constituído de duas partes. A primeira é um tubo de ensaio de parede espessa com um volume útil de cerca de 1–5 ml (por exemplo, 7–8 cm de comprimento e 1–1,5 cm de diâmetro). Há uma constrição em direção à extremidade aberta do tubo. A segunda parte é uma rolha geralmente cilíndrica de ajuste solto, possivelmente com uma cabeça em forma de lágrima, feita de vidro ou de outro material inerte, como PTFE, que é posta na constrição.
Geralmente, a recristalização é realizada dissolvendo o sólido a ser purificado e causando a formação de cristais do sólido no solvente. A rolha pode ser usada para proteger a solução da contaminação atmosférica. Os cristais são separados do líquido colocando o tubo e a rolha — invertidos — em um tubo de centrífuga, sucedendo uma centrifugação. A rolha permite que o líquido residual passe para o tubo de centrifugação, mas retém os cristais, que podem ser recristalizados ou recolhidos posteriormente.
O aparelho tem por vantagens a formação de um produto cristalizado relativamente seco, isento de contaminação por fibras de papel de filtro e que pode ser recuperado de forma mais eficiente do que a partir de um funil de sinterização.
Os tubos de Craig podem ser feitos por sopradores de vidro competentes e também estão disponíveis comercialmente.